# 趙玭
趙 玭（ちょう ひん、921年 - 978年）は、五代後晋から北宋にかけての軍人・政治家。本貫は澶州。

## 経歴
財産家の一族に生まれた。後晋の天福年間、粟を国庫に納めて、集賢小史の位を受け、濮州司戸参軍に任じられた。濮州刺史の白重賛が年少の趙玭の能力を試そうと、刑事事件の処理を任せたところ、趙玭の判断は公平で理にかなっていた。白重賛が虢州や成州の刺史に異動になると、趙玭も連れられてその下で従事をつとめた。秦州の何重建が後蜀に降ると、高彦儔が後蜀の秦州刺史となり、成州も後蜀の統治下に入ったため、趙玭は秦成階等州観察判官に任じられた。
後周の顕徳2年（955年）、王景が軍を率いて後蜀の秦州・鳳州を攻撃した。高彦儔が援軍を送ったが、到着しないうちに敗戦を聞いて撤退した。趙玭は城門を閉ざして周軍の侵入を阻んだが、後周側の説得を城中の人々が受け入れたため、趙玭も城を明け渡して後周に降った。世宗は趙玭を藩鎮に任じようとしたが、宰相の范質の反対を受けた。そのため趙玭は郢州刺史となり、汝州刺史・密州刺史・沢州刺史を歴任した。
宋の建隆年間、入朝して宗正卿となった。乾徳元年（963年）、泰州刺史として出向した。乾徳2年（964年）、左監門衛大将軍・判三司となった。趙玭の態度はヒステリックで上の命令にもたびたびそむいたが、趙匡胤はかれを許してとがめなかった。趙玭はときの宰相の趙普が秦州・隴州の材木を私に売買していることを密告したが、聞き入れられなかった。乾徳6年（968年）、鄆州への退去を求めたが、これまた聞き入れられなかった。開宝4年（971年）、趙匡胤の前で趙普の罪を告発したが、王溥らはいつわりの告発で大臣を陥れるものと逆に趙玭を非難した。趙匡胤は趙玭を詰問し、武士に命じて鞭打たせた。趙普が寛容な処罰を求めたため、趙玭は汝州牙校に左遷された。太平興国3年（978年）、死去した。享年は58。

## 伝記資料
- 『宋史』巻274 列伝第33